# Louis de La Forge
Louis de La Forge (La Flèche, 1632 – Saumur, 1666) è stato un filosofo francese.

## Biografia
Figlio di un medico e lui stesso dottore in medicina, era buon amico di Cartesio, e teorico dell'occasionalismo, si dimostrò uno dei più abili interpreti di tale dottrina che dal cartesianesimo traeva origine, nel suo Traité de l'esprit de l'homme, de ses facultés, de ses fonctions et de son union avec le corps, d'après les principes de Descartes (Amsterdam, 1664, in-4°), in cui spiegava la relazione dell'anima col corpo come opera della volontà divina, e allo stesso modo spiegava l'interazione tra i due.

## Opere
- Traité de l'esprit de l'homme et de ses facultés ou fonctions et de son union avec le corps ed. Abraham Wolfgang, Hildesheim ; New York, Georg Olms Verlag, 1984 ISBN 978-3-487-07476-4